# Nadia Remadna
Nadia Remadna, née le 15 novembre 1959 à Créteil, est une travailleuse sociale et militante associative française. Elle est la fondatrice en 2014 de l'association La Brigade des mères.

## Biographie
Née à Créteil avec son frère jumeau dans une famille algérienne, ils sont les benjamins de cinq enfants. Sa mère décède quand elle a deux ans. Elle apprend à 13 ans lors de ses vacances d'été en Algérie que toute la famille va rester en Algérie. Son père lui indique qu'elle doit dire « adieu à la France » et qu'il va lui trouver un mari. Elle est ensuite déscolarisée alors qu'elle aurait voulu être avocate. À 25 ans, elle s'enfuit en volant les économies de son père pour retourner en France. 
Divorcée, mère de quatre enfants, elle est d'abord représentante de parents d’élèves puis médiatrice scolaire. Elle travaille dans le social et est aujourd'hui «référente famille» en Seine-Saint-Denis. 
Elle se remarie en 2011 avec Samir G. un informaticien algérien et à l'été 2014, elle fonde avec lui à Sevran l’association de la Brigade des mères afin d'apporter des moyens à la dérive des jeunes en difficulté et de soutenir sur le terrain les mères dans les moments difficiles et les aider à s'exprimer  car selon elle, « C’est toujours la faute des mères ! On doit toujours prouver plus que les autres »  et elles sont sous-estimées. L'association est composée de mères et de quelques pères mais aussi d'avocates et de membres du corps enseignant. En lien avec Laëtitia Messegue, elle recherche des partenariats pour lancer des projets culturels Paris-Sevran afin de faciliter l'accès à la culture française et au savoir. 

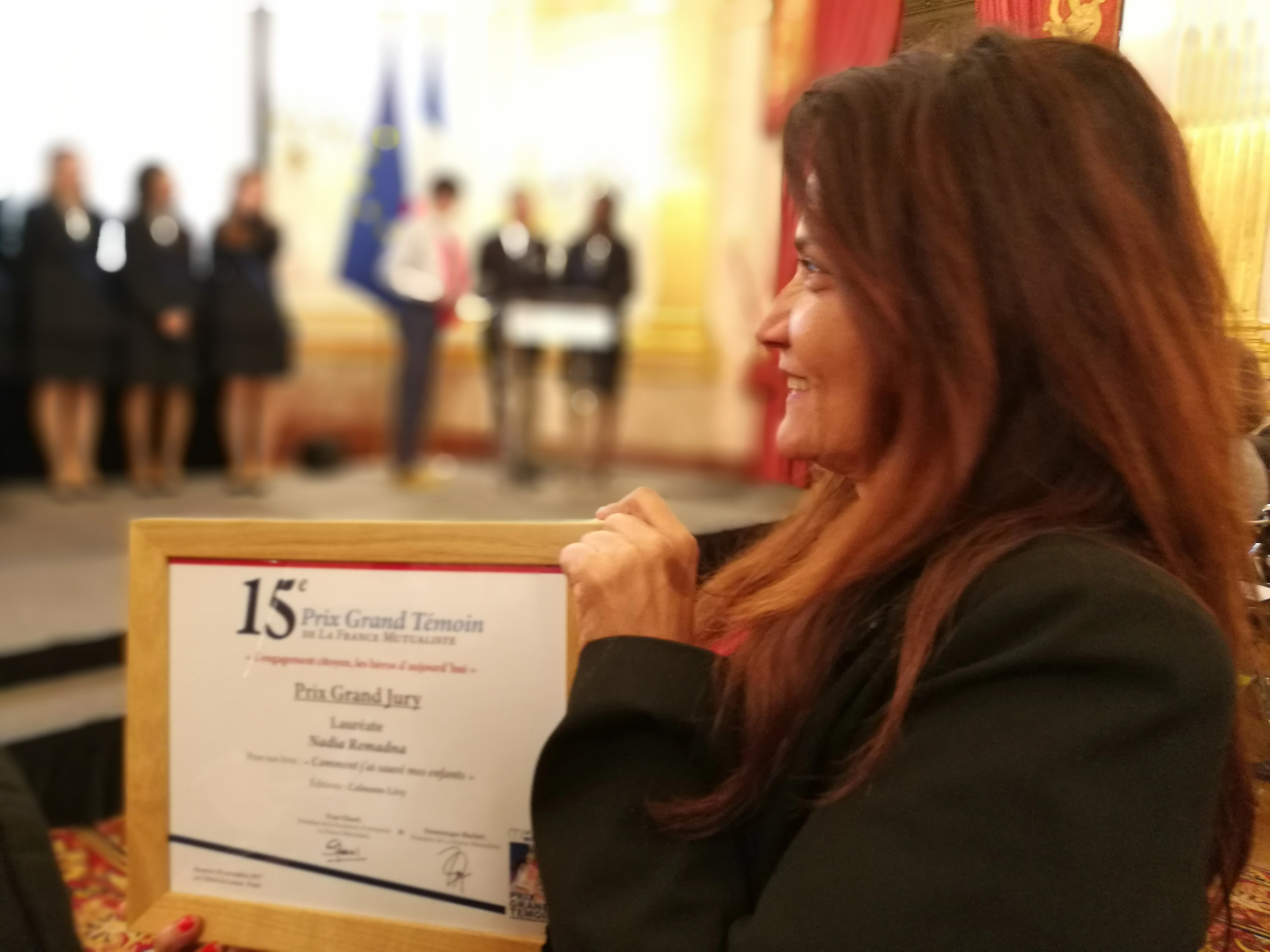
Nadia Remadna, lauréate du prix du grand jury, au 15e Prix Grand Témoin 2017 de la France Mutualiste, pour son action et son témoignage dans Comment j'ai sauvé mes enfants.

Le 8 mars 2015, reçue à l’Élysée, elle parle de l'action de son association à François Hollande et lui demande « pourquoi on fait systématiquement appel aux hommes ou aux religieux mais rarement aux femmes, alors qu'elles sont souvent les premières concernées ». Elle souhaite développer une école des mères de la République.   
Dans son livre paru le 6 janvier 2016, écrit avec Daniel Bernard, grand reporter au magazine Marianne, elle dénonce notamment l'abandon des principes républicains dans les banlieues et le maintien de la population immigrée dans leur culture d'origine, empêchant ainsi leur intégration.
Elle est, depuis la parution de son livre, invitée de manière récurrente dans les médias pour parler des phénomènes d'embrigadement et de radicalisation de la jeunesse, ainsi que des problématiques liées aux banlieues françaises.
Elle a le soutien de la philosophe Elisabeth Badinter qui la considère comme l'une des représentantes actuelles des Lumières. Du fait de ses prises de position, elle a fait l'objet de menaces de mort et son fils a été attaqué physiquement en signe d'avertissement.
En décembre 2016, elle participe avec deux autres militantes de la Brigade des mères à un reportage de la journaliste Caroline Sinz de France 2 pour dénoncer la non-mixité qui règne, selon elles, dans la ville de Sevran. Elles se rendent dans un café où, dans cette séquence, on entendait cette phrase : "Dans ce café, il n’y a pas de mixité. On est à Sevran, on n’est pas à Paris. T’es dans le 93 ici ! C’est des mentalités différentes, c’est comme au bled." 
Après la polémique créée par la diffusion du reportage, Nadia Remadna explique, dans un entretien au Monde, les raisons qui l'ont poussée à faire cette caméra cachée, et que c’est avant tout pour dénoncer le « machisme » et montrer « qu’en 2017 il y a, en France, des endroits qui ressemblent à l’Algérie ». La faute, toujours selon elle, à la « tradition » musulmane qui « pèse de plus en plus sur les quartiers ».
Le Bondy Blog publie quant à lui en mars un article remettant en cause le reportage de France 2, affirmant avoir constaté à plusieurs reprises la présence de femmes dans ce café,,. Un journaliste de France 2 travaillant pour l'émission Complément d'enquête envoyé par la suite en immersion au Jockey club y constate aussi la présence de femmes et abandonne alors l'idée d'y tourner un reportage. Le CSA qui a été saisi après la diffusion du reportage a conclu en 2017 que « la chaîne avait respecté ses obligations en matière d’utilisation de la caméra cachée » et que les faits étaient présentés comme représentatifs d’un problème de société global.
Le 8 mars 2017, Nadia Remadna et la Brigade des mères rejoignent à Strasbourg Abdelghani Merah, frère aîné du terroriste Mohammed Merah, qui sillonne la France pour alerter sur la montée de l'intégrisme.
Le 3 mai 2024, elle est annoncée en deuxième position sur la liste Nous le peuple, emmenée par Georges Kuzmanovic, aux élections européennes.

## Prix
- En 2017, Nadia Remadna est lauréate du Prix Grand Témoin de la France Mutualiste pour son ouvrage Comment j'ai sauvé mes enfants[26].